# Papillon Rouge
Papillon Rouge (né le 8 avril 1981, mort le 28 décembre 2009) est un étalon bai du stud-book Selle français, qui a concouru en saut d'obstacles. Il connaît ensuite une fructueuse carrière de reproducteur, étant notamment le père de Mozart des Hayettes et de Flèche Rouge, ainsi que de Helios de la Cour II.

## Histoire
Il naît le 8 avril 1981 au haras des Rouges de Fernand Leredde, dans la Manche.
Sa carrière sportive se déroule sous la selle du fils de son éleveur Fernand Leredde, Xavier. En 1992, il est notamment finaliste aux Jeux olympiques de Barcelone. En 2007, à l'âge de 26 ans, il est reconnu meilleur reproducteur mondial pour la discipline du saut d'obstacles. Il cesse de se reproduire cette même année. Papillon Rouge meurt le 28 décembre 2009 dans un box à son élevage de naissance, vraisemblablement de vieillesse, après avoir décliné physiquement.

## Description
Papillon Rouge est un étalon du stud-book Selle français, de robe baie, toisant 1,66 m.

## Palmarès
Papillon Rouge a été un grand vainqueur en épreuves de puissance, atteignant une hauteur de 2,25 m en 1989 à Vichy. Cette même année, il est vainqueur des puissances internationales de Royan et de La Baule. Il décroche la médaille d'or aux Jeux méditerranéens de 1991. Sélectionné aux Jeux olympiques de Barcelone, il est sacré champion de France de 1e catégorie en 1993, et atteint un indice de saut d'obstacles (ISO) de 180 en 1994. Il décroche les étapes Coupe des nations de Kappel, du Luxembourg, et de Rotterdam en 1992. Au total, ses gains sont estimés à 2 040 000 F.
Il obtient au total 13 classements en Grand Prix et épreuves de Classe A. 

## Origines
Papillon Rouge est un fils de l'étalon Selle français Jalisco B, et de la jument Verboise.

## Descendance
Papillon Rouge est mis à la reproduction en France entre 1986 et 2007. Il est notamment le père d'Helios de la Cour II.